# Свеженькая (Рязанская область)
Свеженькая — поселок в Шацком районе Рязанской области в составе Ямбирнского сельского поселения.

## География
Поселок Свеженькая расположен на Окско-Донской равнине в 48 км к востоку от города Шацка. Расстояние от поселка до районного центра Шацк по автодороге — 55 км.
Поселок находится посреди большого лесного массива на границе Мордовии и Рязанской области, граница проходит по железнодорожной линии «Вернадовка — Кустаревка» Московской железной дороги. Часть посёлка, расположенная «за границей» образует отдельное административно-территориальное образование — поселок Свеженькая в Зубово-Полянском районе Мордовии. Ближайшие населенные пункты — поселки Свеженькая (Мордовия) и Третий Километр. 

## Население
| 1989 | 2010 | 2012 |
| ---- | ---- | ---- |
| 324  | ↘18  | ↗26  |

По данным переписи населения 2010 г. в поселке Свеженькая постоянно проживают 18 чел. (в 1992 г. — 324 чел.).

## Происхождение названия
Название поселка Свеженькая связано с тем, что возник он в лесном массиве, где свежий воздух, чистые водные источники.

## История

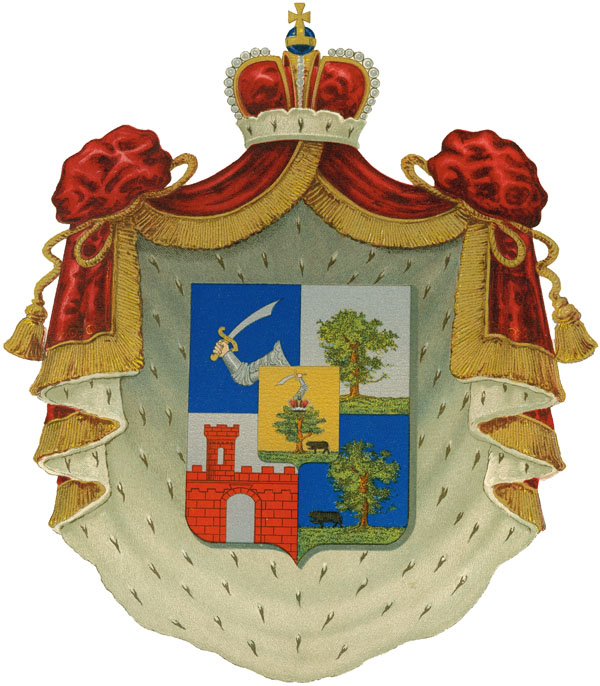
Герб рода князей Гагариных.

Поселок Свеженькая был основан в 1914 г. в местах лесозаготовок на железнодорожной линии Кустарёвка — Вернадовка. В начале XX в. через посёлок-станцию Свеженькая осуществлялась поставка леса к рынкам сбыта, в том числе в Москву. На пилораме князя Н. И. Гагарина были налажены распиловка древесины на доски, тёс, дрова, хлыст, жерди, производство тележных осей, клёпок для бочек и других заготовок.
В советское время в поселке Свеженькая находились лесничество, леспромхоз.
С 2006 по 2017 гг. поселок Свеженькая являлся административным центром Новосвеженского сельского поселения в составе Шацкого района Рязанской области.
25 июля 2010 г. в посёлке произошёл пожар, в результате которого выгорело 114 домов (54 двора из имевшихся 140) — 10 жилых и 15 дачных в Рязанской области и 40 жилых, 15 дачных и 22 пустующих — в Мордовии), погибло 7 жителей. К октябрю 2010 г. в мордовской части посёлка было построено 17 новых домов, в рязанской дома не строились, желающие получили квартиры в городе Сасово.

## Социальная инфраструктура
В поселке Свеженькая Шацкого района Рязанской области имеется фельдшерско-акушерский пункт (ФАП).

## Транспорт
В мордовской части поселка расположена станция «Свеженькая» железнодорожной линии «Вернадовка — Кустаревка» Московской железной дороги.